# Parafia św. Andrzeja Boboli w Słupicy
Parafia św. Andrzeja Boboli w Słupicy – rzymskokatolicka parafia w Słupicy, należąca do dekanatu pionkowskiego w diecezji radomskiej.

## Historia
- Drewniany kościół pw. św. Andrzeja Boboli, według projektu arch. Tadeusza Kucharskiego z Radomia, zbudowany został w 1939 staraniem ks. Wincentego Telusa. Parafię erygował w 1946 bp Jan Kanty Lorek z wydzielonych wiosek parafii Jedlnia i Sucha. 21 sierpnia 1983 bp Edward Materski poświęcił nowy plac kościelny. Budowa murowanej świątyni była prowadzona w latach 1983–1999, według projektu arch. Jerzego Filipiuka i konst. Władysława Gierady, staraniem ks. Henryka Kolasy. Pierwsza Msza św. w nowej świątyni była sprawowana przez bp. Edwarda Materskiego 25 września 1999. Uroczystej konsekracji kościoła w Słupicy dokonał bp Henryk Tomasik 16 maja 2010.

## Proboszczowie
- 1938–1959 – ks. Wincenty Telus
- 1959–1966 – ks. Wincenty Bień
- 1966–1977 – ks. Marian Dutkiewicz
- 1977–1979 – ks. Józef Janus
- 1979–2005 – ks. kan. Henryk Kolasa
- od 2005 – ks. Krzysztof Cielniak

## Terytorium
- Do parafii należą: Cudnów, Czarna Kolonia, Kościuszków, Marcelów, Maryno, Słupica[1].